# Formules empiriques pour la détermination des charges
Afin de cerner la résistance à l'écoulement de l'eau dans un canal, les hydrauliciens utilisent des formules empiriques pour la détermination des charges[réf. incomplète]. 
Antoine Chézy, Robert Manning, Albert Strickler et Gauckler ont proposé diverses formules pour la détermination du débit dans un canal[réf. incomplète].
C’est une formule qui représente souvent les cristaux et les gemmes par exemple:quartz=SiO2

## Formule de Chézy
Antoine Chézy a suggéré que la résistance des écoulements dans les canaux découverts varie en fonction du périmètre mouillé et du carré de la vitesse ; il propose :
{\displaystyle V=c\cdot {\sqrt {Rh\cdot I}}} et {\displaystyle Q=VS}

Le coefficient « c » est une constante pour un canal de rugosité donné, mais il n'est pas identique sous différentes conditions d'écoulement. 

## Formule de Manning
La formule de Manning est : {\displaystyle Q=1/n\cdot Rh^{2/3}\cdot I^{1/2}\cdot S=K\cdot Rh^{2/3}\cdot I^{1/2}\cdot S}
où :
« n » est le coefficient de Manning et « K » est le coefficient de Strickler.

## Nombre de Froude
Soit « V » la vitesse d'ecoulement et « C » la celérité l'onde de gravité de faible amplitude (intumescence).
Pour caractériser l'état d'écoulement, on utilise le nombre défini par Froude noté « (Fr) », comme le rapport de la vitesse d'écoulement dans le canal à la célérité de l'onde de gravité dans la nature. 

### Régime subcritique
si « V » est inférieur à « C » l'écoulement est dit « fluvial » et le nombre de Froude est inférieur à 1.

### Régime critique
si « V » est égal à « C », le régime est dit « critique » et le nombre de Froude est égal à 1.

### Régime supercritique
si « V » est supérieur à « C », l'écoulement est dit « torrentiel » et le nombre de Froude est supérieur à 1.